# Pro50 Championship 2015/16
Der Pro50 Championship 2015/16 war die 14. Austragung der nationalen List A Cricket-Meisterschaft in Simbabwe. Der Wettbewerb wurde zwischen dem 4. November 2015 und 6. Januar 2016 zwischen den vier simbabwischen First-Class-Franchises. Die Meisterschaft wurde von Mashonaland Eagles gewonnen.

## Format
Die vier Mannschaften spielten in einer Gruppe gegen jede andere Mannschaft jeweils zwei Spiele. Für einen Sieg gab es vier Punkte, für ein Unentschieden, Absage oder No Result 2 Punkte. Des Weiteren wurden Bonuspunkte vergeben.

## Resultate

### Gruppenphase
Tabelle
| Teams                | Sp. | S | N | U | R | NR | BP | Ded | Punkte | NRR    |
| -------------------- | --- | - | - | - | - | -- | -- | --- | ------ | ------ |
| Mashonaland Eagles   | 6   | 5 | 0 | 0 | 0 | 1  | 3  | 0   | 25     | +1.099 |
| Mountaineers         | 6   | 3 | 2 | 0 | 0 | 1  | 1  | 0   | 15     | +0.136 |
| Matabeleland Tuskers | 6   | 2 | 4 | 0 | 0 | 0  | 0  | 0   | 8      | −0.911 |
| Mid West Rhinos      | 6   | 1 | 5 | 0 | 0 | 0  | 1  | 0   | 5      | +0.013 |

Spiele
| 4. November Scorecard | Kwekwe | Mashonaland Eagles 265-7 (50)          | – | Mid West Rhinos 198 (44.3) |
|                       |        | Mashonaland Eagles gewinnt mit 67 Runs |   |                            |

| 4. November Scorecard | Mutare | Mountaineers 161 (37.3)          | – | Matabeleland Tuskers 130 (36.4) |
|                       |        | Mountaineers gewinnt mit 31 Runs |   |                                 |

| 11. November Scorecard | Harare | Mountaineers 167 (48.2)                  | – | Mashonaland Eagles 171-5 (33.2) |
|                        |        | Mashonaland Eagles gewinnt mit 5 Wickets |   |                                 |

| 11. November Scorecard | Kwekwe | Mid West Rhinos 230-7 (50)                 | – | Matabeleland Tuskers 232-4 (48.4) |
|                        |        | Matabeleland Tuskers gewinnt mit 6 Wickets |   |                                   |

| 23. November Scorecard | Harare | Matabeleland Tuskers 227-9 (50)          | – | Mashonaland Eagles 226-6 (46/48) |
|                        |        | Mashonaland Eagles gewinnt mit 4 Wickets |   |                                  |

| 23. November Scorecard | Kwekwe | Mountaineers 242-4 (50)          | – | Mid West Rhinos 224 (48.1) |
|                        |        | Mountaineers gewinnt mit 18 Runs |   |                            |

| 3. Dezember Scorecard | Harare | Mashonaland Eagles 259-7 (50)          | – | Mid West Rhinos 236 (43.5) |
|                       |        | Mashonaland Eagles gewinnt mit 23 Runs |   |                            |

| 3. Dezember Scorecard | Bulawayo | Mountaineers 251-5 (50)           | – | Matabeleland Tuskers 78 (29) |
|                       |          | Mountaineers gewinnt mit 173 Runs |   |                              |

| 12. Dezember Scorecard | Mutare | Mountaineers | – | Mashonaland Eagles |
|                        |        | No Result    |   |                    |

| 13. Dezember Scorecard | Bulawayo | Matabeleland Tuskers 249-8 (50)         | – | Mid West Rhinos 244 (49.5) |
|                        |          | Matabeleland Tuskers gewinnt mit 5 Runs |   |                            |

| 4. November Scorecard | Mutare | Mid West Rhinos 223-9 (50)           | – | Mountaineers 98 (28.5) |
|                       |        | Mid West Rhinos gewinnt mit 125 Runs |   |                        |

| 4. November Scorecard | Bulawayo | Matabeleland Tuskers 240-9 (50)          | – | Mashonaland Eagles 244-5 (36.4) |
|                       |          | Mashonaland Eagles gewinnt mit 5 Wickets |   |                                 |